# Every Kingdom
Every Kingdom è il primo album in studio del cantautore inglese Ben Howard, pubblicato nel settembre 2011. Nel 2012 ha ricevuto una nomination per il Mercury Prize.

## Tracce
1. Old Pine – 5:27
2. Diamonds – 4:07
3. The Wolves – 5:09
4. Everything – 4:46
5. Only Love – 4:09
6. The Fear – 4:20
7. Keep Your Head Up – 4:22
8. Black Flies – 6:22
9. Gracious – 4:57
10. Promise – 6:24

## Classifiche
- Official Albums Chart (Regno Unito) - #4[5]